# (6889) 1971 RA
(6889) 1971 RA (1971 RA, 1971 SO2, 1971 TL2, 1981 WH6, 1981 WR3, 1987 MU) — астероїд головного поясу.
Тіссеранів параметр щодо Юпітера — 3.634.